# Wólka Rejowiecka
Wólka Rejowiecka – wieś w Polsce położona w województwie lubelskim, w powiecie chełmskim, w gminie Rejowiec. Obok miejscowości przepływa niewielka rzeka Rejka, dopływ Wieprza.
W latach 1975–1998 miejscowość administracyjnie należała do województwa chełmskiego. Od 1 stycznia 2006 wchodzi w skład powiatu chełmskiego (przedtem krasnostawskiego). 
Wieś jest sołectwem w gminie Rejowiec. Według Narodowego Spisu Powszechnego (III 2011 r.) liczyła 251 mieszkańców i była siódmą co do wielkości miejscowością gminy. 
Wierni Kościoła rzymskokatolickiego należą do parafii św. Jozafata Kuncewicza w Rejowcu.

## Historia
W wieku XIX Rejowiecka Wólka stanowiła wieś w powiecie chełmskim, gminie i parafii Rejowiec. Wchodziła w skład dóbr Rejowiec.